# Coupe de la Ligue japonaise de football 2007
Navigation
Coupe de la Ligue 2006 Coupe de la Ligue 2008
La coupe de la Ligue japonaise 2007 est la 15e édition de la Coupe de la Ligue japonaise, organisée par la J.League, elle oppose les 18 équipes de J.League du 21 mars 2007 au 3 novembre 2007.
Le vainqueur se qualifie pour la Coupe Levain.

## Format
Les 18 équipes évoluant en J.League 2007 participent au tournoi et les 2 participants de la Ligue des champions de l'AFC 2007 participent à partir des 1/4 de finale.

## Phase de groupes
Les premiers de chaque groupe et les deux meilleurs deuxième se qualifient pour les 1/4 de finales.

### Groupe A
| Rang | Équipe                    | Pts | J | G | N | P | Bp | Bc | Diff |  | Résultats (▼ dom., ► ext.) | HIR | OSA | ICH | KOB |
| ---- | ------------------------- | --- | - | - | - | - | -- | -- | ---- |  | -------------------------- | --- | --- | --- | --- |
| 1    | Sanfrecce Hiroshima       | 12  | 6 | 4 | 0 | 2 | 6  | 5  | +1   |  | Sanfrecce Hiroshima        |     | 0-3 | 1-0 | 2-0 |
| 2    | Gamba Osaka               | 10  | 6 | 3 | 1 | 2 | 10 | 6  | +4   |  | Gamba Osaka                | 0-1 |     | 0-1 | 2-2 |
| 3    | JEF United Ichihara Chiba | 9   | 6 | 3 | 0 | 3 | 7  | 5  | +2   |  | JEF United Ichihara Chiba  | 2-1 | 0-1 |     | 0-1 |
| 4    | Vissel Kobe               | 4   | 6 | 1 | 1 | 4 | 6  | 13 | -7   |  | Vissel Kobe                | 0-1 | 2-4 | 1-4 |     |

### Groupe B
| Rang | Équipe              | Pts | J | G | N | P | Bp | Bc | Diff |  | Résultats (▼ dom., ► ext.) | YOK | SHI | KAS | OMI |
| ---- | ------------------- | --- | - | - | - | - | -- | -- | ---- |  | -------------------------- | --- | --- | --- | --- |
| 1    | Yokohama F. Marinos | 8   | 6 | 2 | 2 | 2 | 8  | 7  | +1   |  | Yokohama F. Marinos        |     | 2-0 | 3-0 | 0-1 |
| 2    | Shimizu S-Pulse     | 8   | 6 | 2 | 2 | 2 | 8  | 7  | +1   |  | Shimizu S-Pulse            | 2-2 |     | 0-0 | 3-0 |
| 3    | Kashiwa Reysol      | 8   | 6 | 2 | 2 | 2 | 6  | 6  | 0    |  | Kashiwa Reysol             | 3-0 | 2-1 |     | 0-0 |
| 4    | Omiya Ardija        | 8   | 6 | 2 | 2 | 2 | 5  | 7  | -2   |  | Omiya Ardija               | 1-1 | 1-2 | 2-1 |     |

### Groupe C
| Rang | Équipe       | Pts | J | G | N | P | Bp | Bc | Diff |  | Résultats (▼ dom., ► ext.) | FCT | YFC | OIT | IWA |
| ---- | ------------ | --- | - | - | - | - | -- | -- | ---- |  | -------------------------- | --- | --- | --- | --- |
| 1    | FC Tokyo     | 10  | 6 | 3 | 1 | 2 | 7  | 7  | 0    |  | FC Tokyo                   |     | 0-1 | 0-2 | 2-1 |
| 2    | Yokohama FC  | 9   | 6 | 3 | 0 | 3 | 6  | 5  | +1   |  | Yokohama FC                | 1-2 |     | 1-2 | 2-0 |
| 3    | Oita Trinita | 9   | 6 | 3 | 0 | 3 | 6  | 6  | 0    |  | Oita Trinita               | 0-1 | 1-0 |     | 1-3 |
| 4    | Júbilo Iwata | 7   | 6 | 2 | 1 | 3 | 7  | 8  | -1   |  | Júbilo Iwata               | 2-2 | 0-1 | 1-0 |     |

### Groupe D
| Rang | Équipe               | Pts | J | G | N | P | Bp | Bc | Diff |  | Résultats (▼ dom., ► ext.) | KAS | KOF | NII | NAG |
| ---- | -------------------- | --- | - | - | - | - | -- | -- | ---- |  | -------------------------- | --- | --- | --- | --- |
| 1    | Kashima Antlers      | 12  | 6 | 4 | 0 | 2 | 12 | 7  | +5   |  | Kashima Antlers            |     | 0-1 | 2-1 | 2-1 |
| 2    | Ventforet Kōfu       | 10  | 6 | 3 | 1 | 2 | 5  | 6  | -1   |  | Ventforet Kōfu             | 0-3 |     | 0-0 | 2-1 |
| 3    | Albirex Niigata      | 9   | 6 | 2 | 3 | 1 | 8  | 6  | +2   |  | Albirex Niigata            | 3-1 | 2-1 |     | 0-0 |
| 4    | Nagoya Grampus Eight | 2   | 6 | 0 | 2 | 4 | 5  | 11 | -6   |  | Nagoya Grampus Eight       | 1-4 | 0-1 | 2-2 |     |

### Phase finale
|  | Quarts de finale    | Quarts de finale    | Quarts de finale  | Quarts de finale  |                     |                     | Demi-finales | Demi-finales | Demi-finales | Demi-finales |  |  | Finale                          | Finale | Finale | Finale |
|  |                     |                     |                   |                   |                     |                     |              |              |              |              |  |  |                                 |        |        |        |
|  |                     |                     |                   |                   |                     |                     |              |              |              |              |  |  | Stade olympique national, Tokyo |        |        |        |
|  |                     |                     |                   |                   |                     |                     |              |              |              |              |  |  |                                 |        |        |        |
|  | Yokohama F. Marinos | Yokohama F. Marinos | 0                 | 4                 |                     |                     |              |              |              |              |  |  |                                 |        |        |        |
|  | Yokohama F. Marinos | Yokohama F. Marinos | 0                 | 4                 |                     |                     |              |              |              |              |  |  |                                 |        |        |        |
|  | FC Tokyo            | FC Tokyo            | 1                 | 2                 |                     |                     |              |              |              |              |  |  |                                 |        |        |        |
|  | FC Tokyo            | FC Tokyo            | 1                 | 2                 | Yokohama F. Marinos | Yokohama F. Marinos | 1            | 2            |              |              |  |  |                                 |        |        |        |
|  |                     |                     |                   |                   | Yokohama F. Marinos | Yokohama F. Marinos | 1            | 2            |              |              |  |  |                                 |        |        |        |
|  |                     |                     | Kawasaki Frontale | Kawasaki Frontale | 2                   | 4                   |              |              |              |              |  |  |                                 |        |        |        |
|  | Ventforet Kōfu      | Ventforet Kōfu      | Kawasaki Frontale | Kawasaki Frontale | 2                   | 4                   | 3            | 2            |              |              |  |  |                                 |        |        |        |
|  | Ventforet Kōfu      | Ventforet Kōfu      |                   |                   |                     |                     |              | 2            |              |              |  |  |                                 |        |        |        |
|  | Kawasaki Frontale   | Kawasaki Frontale   | 2                 | 4ap               |                     |                     |              |              |              |              |  |  |                                 |        |        |        |
|  | Kawasaki Frontale   | Kawasaki Frontale   | 2                 | 4ap               | Kawasaki Frontale   | Kawasaki Frontale   | 0            | 0            |              |              |  |  |                                 |        |        |        |
|  |                     |                     |                   |                   | Kawasaki Frontale   | Kawasaki Frontale   | 0            | 0            |              |              |  |  |                                 |        |        |        |
|  |                     |                     | Gamba Osaka       | Gamba Osaka       | 1                   | 1                   |              |              |              |              |  |  |                                 |        |        |        |
|  | Urawa Red Diamonds  | Urawa Red Diamonds  | Gamba Osaka       | Gamba Osaka       | 1                   | 1                   | 1            | 2            |              |              |  |  |                                 |        |        |        |
|  | Urawa Red Diamonds  | Urawa Red Diamonds  |                   |                   |                     |                     |              |              |              |              |  |  |                                 |        |        |        |
|  | Gamba Osaka         | Gamba Osaka         | 1                 | 5                 |                     |                     |              |              |              |              |  |  |                                 |        |        |        |
|  | Gamba Osaka         | Gamba Osaka         | 1                 | 5                 | Gamba Osaka         | Gamba Osaka         | 1            | 2E           |              |              |  |  |                                 |        |        |        |
|  |                     |                     |                   |                   | Gamba Osaka         | Gamba Osaka         | 1            | 2E           |              |              |  |  |                                 |        |        |        |
|  |                     |                     | Kashima Antlers   | Kashima Antlers   | 0                   | 3                   |              |              |              |              |  |  |                                 |        |        |        |
|  | Sanfrecce Hiroshima | Sanfrecce Hiroshima | Kashima Antlers   | Kashima Antlers   | 0                   | 3                   | 1            | 1            |              |              |  |  |                                 |        |        |        |
|  | Sanfrecce Hiroshima | Sanfrecce Hiroshima |                   |                   |                     |                     |              | 1            |              |              |  |  |                                 |        |        |        |
|  | Kashima Antlers     | Kashima Antlers     | 0                 | 3                 |                     |                     |              |              |              |              |  |  |                                 |        |        |        |
|  | Kashima Antlers     | Kashima Antlers     | 0                 | 3                 |                     |                     |              |              |              |              |  |  |                                 |        |        |        |
|  |                     |                     |                   |                   |                     |                     |              |              |              |              |  |  |                                 |        |        |        |

### Quarts de finale
| Équipe              | Aller | Total | Retour  | Équipe            |
| ------------------- | ----- | ----- | ------- | ----------------- |
| Ventforet Kōfu      | 3 - 2 | 5 - 6 | 2 - 4ap | Kawasaki Frontale |
| Urawa Red Diamonds  | 1 - 1 | 3 - 6 | 2 - 5   | Gamba Osaka       |
| Sanfrecce Hiroshima | 1 - 0 | 2 - 3 | 1 - 3   | Kashima Antlers   |
| Yokohama F. Marinos | 0 - 1 | 4 - 3 | 4 - 2   | FC Tokyo          |

### Demi-finales
| Équipe              | Aller | Total  | Retour | Équipe            |
| ------------------- | ----- | ------ | ------ | ----------------- |
| Gamba Osaka         | 1 - 0 | 3E - 3 | 2 - 3  | Kashima Antlers   |
| Yokohama F. Marinos | 1 - 2 | 3 - 6  | 2 - 4  | Kawasaki Frontale |

### Finale
| Samedi 3 novembre 2007 | Kawasaki Frontale | 0 - 1                                  | Gamba Osaka | Stade olympique national, Tokyo                     |                                                     |
|                        |                   | (0 - 0)                                | 55e Yasuda  | Spectateurs : 41 569 Arbitrage : Toshimitsu Yoshida | Spectateurs : 41 569 Arbitrage : Toshimitsu Yoshida |
| Sahara 44e             | Rapport           | 19e Sidiclei · 79e Fujigaya · 83e Endo |             | Spectateurs : 41 569 Arbitrage : Toshimitsu Yoshida | Spectateurs : 41 569 Arbitrage : Toshimitsu Yoshida |

## Statistiques

### Meilleurs buteurs
|                    | Buteur       | Club                | Buts | MJ |
| ------------------ | ------------ | ------------------- | ---- | -- |
| Médaille d'or      | Daisuke Sudo | Ventforet Kōfu      | 6    | 8  |
| Médaille d'argent  | Baré         | Gamba Osaka         | 5    | 7  |
| Médaille de bronze | Juninho      | Kawasaki Frontale   | 4    | 5  |
| 4                  | Marquinhos   | Kashima Antlers     | 4    | 10 |
| 5                  | Hideo Ōshima | Yokohama F. Marinos | 4    | 9  |